# Croton tabascensis
Espèce
Croton tabascensis est une espèce de plantes à fleurs du genre Croton et de la famille des Euphorbiaceae présente du Mexique (État de Tabasco) jusqu'au Nicaragua.